# 無名スカウトの善行
無名スカウトの善行（むめいスカウトのぜんこう、英: Unknown Scout Story）は、スカウト運動がイギリスからアメリカ合衆国に広がるきっかけとなったエピソードである。

## ストーリー
1909年秋のロンドンで、シカゴからきた出版業者ウィリアム・ボイスは、ロンドン名物の濃霧のせいもあり、道に迷って困り果てていた。
その時、霧の中からひとりの少年が近づいてきて、「何かお役に立てることはありますか。」と声をかけた。ボイスが、行き先がわからないことを伝えると、少年はボイスの荷物を手にとり、先にたってボイスを案内した。彼の案内によって無事目的地に着いたボイスは、習慣的にチップをあげようとポケットに手を入れた。
しかし、少年はさっと敬礼をして、「僕はボーイスカウトです。今日も何か善いことをするつもりでいました。お役に立ててうれしいと思います。スカウトは、他の人を助けることで、お礼はもらいません。」と言い、ボイスが少年の名前を聞く前に、姿を消していた。

## その後

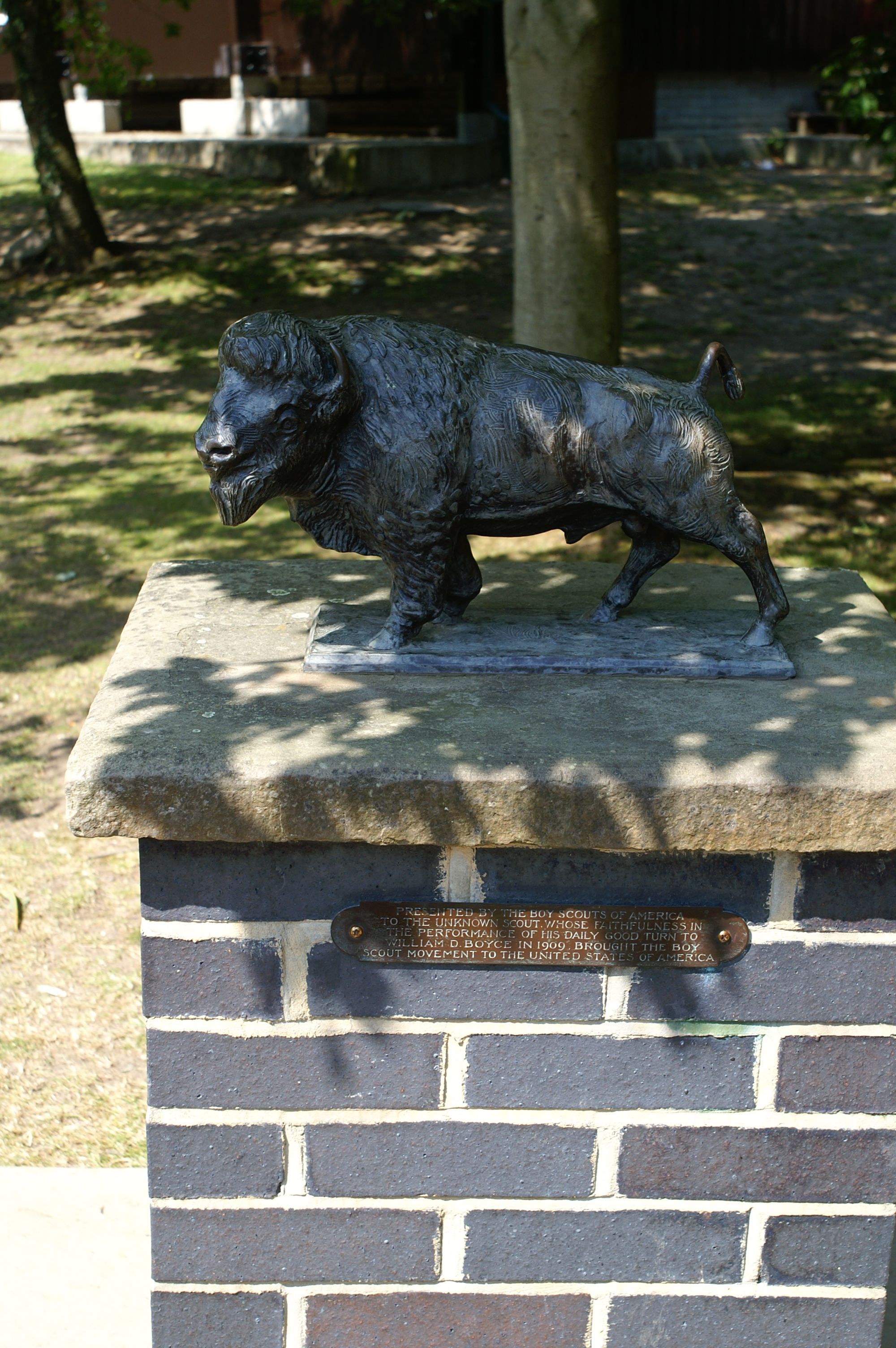
ギルウェル・パークにあるバッファローの銅像。

ボイスは仕事を済ませた後、イギリスのボーイスカウト本部でスカウト活動のことを調べ、またスカウト活動に関する書籍を集めたボイスは、アメリカに戻ってから当時の大統領ウィリアム・H・タフト（第27代）などにこのことを話した。これがきっかけになり、1910年2月8日にボーイスカウトアメリカ連盟が発足することとなった。
15年後、アメリカ独立150周年の式典時に、既に100万人に発展したボーイスカウトアメリカ連盟ではアメリカのボーイスカウト発展の基礎を築いたボイスを表彰しようとした。しかし、彼は「それは、霧深いロンドンで名も告げずに立ち去っていった一人のイギリススカウトの善行のおかげである」とし、断った。
そこでアメリカ連盟は、アメリカのスカウト功労章であるバッファローの姿の銅像を作って贈ることとした。そこには「To the Unknown Scout whose faithfulness in the performance of his Daily Good Turn to William D. Boyce in 1909 brought the Boy Scout Movement to the United States of America.」（訳:忠実に日々の善行を行ったことによって、ボーイスカウト運動をアメリカ合衆国にもたらしてくれた、名も知れぬボーイスカウトに捧げる）と刻まれている。
1926年6月4日、ギルウェル指導者訓練所でこの銅像の贈呈式が行われ、当時の英国皇太子(プリンス・オブ・ウェールズ)がスカウト制服を着用してこれを受領した。